# Psiquiatria biológica
Psiquiatria biológica, ou biopsiquiatria, é um modelo de psiquiatria que procura entender a doença mental em termos da função biológica do sistema nervoso central. A abordagem interdisciplinar da Psiquiatria biológica baseia-se em ciências como neurociência, psicofarmacologia, bioquímica, genética e fisiologia para formar teorias sobre as bases biológicas do comportamento e psicopatologia.
Existe algum conteúdo em comum entre a psiquiatria biológica e a neurologia, sendo que esta preocupa-se geralmente com perturbações em que patologias visíveis ou grosseiras do sistema nervoso são aparentes, como, epilepsia, paralisia cerebral, encefalite, neurites, doença de Parkinson e esclerose múltipla. Também existem conteúdos em comum com a neuropsiquiatria, que lida tipicamente com distúrbios do comportamento que ocorrem com desordens cerebrais.
A Psiquiatria biológica e outras formas de estudo das doenças mentais não são mutuamente exclusivas, mas simplesmente tentativas de entender o fenômeno em abordagens diferentes. Como a psiquiatria biológica estuda principalmente o funcionamento biológico do sistema nervoso, este ramo tem sido particularmente importante no desenvolvimento de tratamentos baseados em medicamentos para os transtornos mentais.
Na prática, entretanto, psiquiatras podem utilizar tanto medicamentos quanto terapias psicológicas como tratamento das perturbações mentais. A terapia é mais frequentemente realizada por psicólogos, psicoterapeutas, terapia ocupacional ou outros profissionais de saúde mental que são mais especializados no tratamento sem drogas.
A história da Psiquiatria biológica iniciou com o médico grego Hipócrates,  mas o termo psiquiatria biológica foi utilizado pela primeira vez em revisões da literatura científica em 1953.

## Áreas de estudo
Veja também Psicologia biológica
A Psiquiatria biológica é um ramo da Psiquiatria que tem como foco principal a pesquisa e o entendimento das bases biológicas das principais doenças mentais, como transtornos de humor (depressão, transtorno bipolar), esquizofrenia e doenças mentais orgânicas (como a doença de Alzheimer, entre outros. Este conhecimento é adquirido com o uso de técnicas de imagem, psicofarmacologia, neuroimunoquímica e outras. O entendimento detalhado das ligações entre neurotransmissores e da ação nos mesmos de drogas psiquiátricas como a clozapina é uma ferramenta importante da pesquisa. A pesquisa inclui todas as possíveis bases biológicas do comportamento - bioquímica, genética, fisiológica, neurológica e anatômica. A pesquisa clínica inclui várias terapias como medicamentos, dieta, evitamento de contaminantes ambientais, exercícios e redução dos efeitos adversos do estresse, mecanismos que podem causar mudanças bioquímicas mensuráveis..

## Bases da Psiquiatria biológica
Sigmund Freud desenvolveu a psicoterapia no início do século XX e nos anos 1950 esta técnica era comum no tratamento das doenças mentais.
Entretanto, no final da década de 1950, os primeiros antipsicóticos e antidepressivos foram desenvolvidos: Clorpromazina (conhecido como Amplictil), o primeiro antipsicótico utilizado, foi sintetizado em 1950 e a iproniazida, um dos primeiros antidepressivos, foi sintetizada em 1957. Em 1959 a imipramina, o primeiro antidepressivo tricíclico foi desenvolvida.
Significativamente baseado em observações clínicas das drogas mencionadas, o artido de 1956 "The catecholamine hypothesis of affective disorders" foi publicado. Nele os autores mencionam a hipótese do "desequilíbrio químico" das doenças mentais, especialmente a depressão. Este artigo formou muito da base conceitual da era moderna da psiquiatria biológica.
Embora a hipótese do "desequilíbrio químico" tenha sido significativamente revisada desde 1965, muitos medicamentos novos (como a fluoxetina e outros ISRS foram desenvolvidos baseados nesta hipótese. Pesquisas mais recentes apontam que mecanismos biológicos mais complexos são as possíveis causas das doenças mentais.
Técnicas de imagem cerebrais modernas permitem avaliar de forma não invasiva a função neural em pacientes com doenças mentais, embora ainda em fase experimental.
Outra fonte de evidências que indicam o aspecto significativamente biológico de alguns transtornos mentais são os estudos de gêmeos. Gêmeos idênticos compartilham o mesmo DNA. Desta forma, estudos desenhados cuidadosamente podem revelar a importância de fatores ambientais e genéticos no desenvolvimento de uma doença em particular.

## O tratamento na psiquiatria biológica
Enquanto psiquiatras geralmente combinam tanto a psicodinâmica quando abordagens biológicas, a discussão neste tópico centra-se apenas em aspectos biológicos.
Como vários fatores biológicos podem afetar o humor e comportamento, os psiquiatras geralmente avaliam estas problemáticas antes de iniciar qualquer tratamento. Tais fatores incluem níveis hormonais (especialmente hormônios tireoidianos), dieta (álcool e cafeína) e quantidades diárias de sono e exercícios.
O tratamento biológico de algumas perturbações mentais não está limitado ao uso de medicamentos. Tratamentos não-medicamentosos incluem dieta, exercícios e em casos severos estimulação magnética transcraniana ou eletroconvulsoterapia podem estar indicados.

## O processo diagnóstico
O diagnóstico correto é importante quando se lida com transtornos mentais. Um diagnóstico incorreto pode resultar em um tratamento que exacerba o quadro ou piora outras condições. Em outros casos, transtornos mentais podem ser resultado de sérias perturbações orgânicas como uma concussão, tumor cerebral, ou anormalidades hormonais,, que requerem intervenção clínica ou cirúrgica.

## História

### Início do século XX
Sigmund Freud inicialmente preocupou-se com a causa biológica das doenças mentais. O professor e mentor de Freud, Ernst Wilhelm von Brücke, acreditava que pensamento e comportamento eram determinados apenas por fatores biológicos. Freud inicialmente aceitava esta tese e estava convencido de que certas drogas (particularmente a cocaína funcionassem como antidepressivos. Por diversos anos ele tentou "reduzir" a personalidade em neurologia, causa que abandonou antes de desenvolver sua conhecida teoria psicanalítica.
Há aproximadamente 100 anos, Harvey Cushing, o pai da neurocirurgia, notou que problemas na glândula pituitária geralmente causavam perturbações mentais. Cushing chegou a considerar se a depressão e ansiedade observadas nos pacientes com desorders pituitárias eram causadas por anormalidades hormonais, pelo próprio tumor ou pelos dois fatores associados.

### Segunda metade do século XX
Um evento importante na história moderna da psiquiatria biológica foi a descoberta dos antipsicóticos e antidepressivos modernos. A clorpromazina, um antipsicótico foi sintetizado pela primeira vez em 1950 e a iproniazida, um dos primeiros antidepressivos, foi sintetizada em 1957. Em 1959 a imipramina, primeiro antidepressivo tricíclico foi desenvolvida. Estudos sobre o mecanismo de ação destas drogas levou ao primeiro moderno modelo teórico biológico das doenças mentais, chamado de Teoria da catecolamina, mais tarde conhecido como Teoria monoaminérgica (monoaminas), a qual inclui a serotonina. Esses modelos são popularmente conhecidos como Teoria do Desequilíbrio Clínico das doenças mentais.

### Final do século XX
Iniciando com a fluoxetina (conhecido como Prozac) em 1988, uma série de antidepressivos baseados na teoria monoaminérgica, conhecidos como Inibidores seletivos da recaptação de serotonina ou ISRS foram desenvolvidos.
Estes não eram mais eficazes do que os antidepressivos antigos, mas apresentavam menos efeitos colaterais. A maioria apresenta mecanismos de ação baseados no mesmo princípio, que é a modulação das monoaminas (neurotransmissores) na sinapse neuronal. Algumas drogas modulavam apenas um neurotransmissor (tipicamente a serotonina). Outras afetam múltiplos neurotransmissores, chamados de "ação dupla". Todos têm eficácia clínica similar e alguns estudos indicam que a eficácia desta classe de medicamentos possa ser menor do que inicialmente se pensava.

### Problemas da hipótese monoaminérgica
A hipótese monoaminérgica era interessante e baseada no aparente sucesso clínico das primeiras drogas antidepressivas, mas mesmo no início apresentava achados discrepantes. Apenas uma minoria dos pacientes que recebiam reserpina, uma droga que diminui a serotonina, ficavam deprimidos. De fato, a reserpina agia como antidepressivo em muitos casos. Isto era contrário à teoria inicial, que postulava que a depressão era causada por deficiência de neurotransmissores.
Outro problema era o tempo de espera entre o início da terapêutica com antidepressivos, o início da ação biológica da droga e o benefício terapêutico. Estudos mostraram que alterações nos neurotrasmissores ocorriam horas após a toma do medicamento, enquanto que o benefício terapêutico demorava semanas.
Para explicar estes fatos, modificações recentes na teoria monoaminérgica descrevem o processo de adaptação sináptica, que leva semanas para ocorrer. Isto apenas não explica todos os efeitos terapêuticos.

## Hipóteses biológicas mais recentes sobre as doenças mentais
Novos estudos indicam que diferentes mecanismos biológicos podem causar alguns transtornos mentais, apenas indiretamente relacionados com neurotransmissores e a "teoria do desequilíbrio químico".
Pesquisas recentes indicam que uma provável "via final comum" existe entre a eletroconvulsoterapia e muitos dos antidepressivos. Estas pesquisas evidenciam que a depressão recorrente pode ser um transtorno neurodegenerativo, com disruptura da estrutura e função das células cerebrais, destruição de conexões nervosas e mesmo morte celular, precipitando um declínio cognitivo geral.
Nesta nova visão biológica, a neuroplasticidade é o elemento principal. Evidência científica demonstra que várias doenças mentais como sendo problemas neurofisiológicos que inibem a plasticidade neuronal.
A isto é chamado Hipótese neurogênica da depressão e parece explicar os efeitos farmacológicos da ação antidepressiva, incluindo o tempo entre a toma da droga e o início do benefício clínico, o porquê de a downregulation (e não apenas upregulation) de neurotransmissores aparentemente melhorar a depressão, porque o estresse é um dos fatores precipitantes das desordens do humor. e como a modulação seletiva de diferentes neurotransmissores pode melhorar quadros depressivos. Esta teoria também tenta explicar o mecanismo neurobiológico de tratamentos não medicamentosos como exercícios e dieta.

## Críticas
Uma minoria de pacientes, ativistas e psiquiatras acreditam haver problemas no conceito científico da psiquiatria biológica, por falta de base empírica sólida, como por exemplo, argumentando que não existem marcadores biológicos para reconhecer os transtornos mentais. Esta posição é representada em jornais acadêmicos como o The Journal of Mind and Behavior e o Ethical Human Psychology and Psychiatry, que publicam material específico contra a ideia de que a "angústia emocional é devido a causas orgânicas subjacentes".
Teorias e modelos alternativos encaram a doença mental como não-biomédica e tentam explicá-la em termos de, por exemplo, reações negativas a eventos vitais ou traumas.
Campos como a psiquiatria social, a psicologia clínica e a sociologia oferecem explicações não-biológicas das perturbações mentais e são muitas vezes críticos à biopsiquiatria. Críticos sociais acreditam que a biopsiquiatria falha em satisfazer o método científico pois acreditam não haver evidência biológica testável das perturbações mentais.
R.D. Laing argumentava que atribuindo doenças mentais a fatores biofísicos geralmente falha devido ao procedimento diagnóstico. A "queixa" é geralmente feita por um membro familiar, não pelo doente, a "história" é fornecida por outro que não o paciente e o "exame" consiste em observar comportamento estranho e incompreensível. Testes auxiliares (EEG, PET) geralmente são realizados após o diagnóstico, quando o tratamento já foi iniciado, deixando-os "não-cegos" com risco de viés na confirmação diagnóstica.